# Bartini Stal-6
Dimensions
Le Bartini Stal-6 est avion expérimental de recherche de vitesse soviétique de l'entre-deux-guerres. Il a donné naissance à un projet de chasseur, le Stal-8, dont la construction ne fut pas achevée.

## Le contexte
Le 30 avril 1930 Robert Bartini proposa au TsAGI la réalisation d’un monoplan de vitesse au dessin le plus aérodynamique possible, mettant en application les techniques les plus modernes. Bien que membre du Parti communiste, ses origines étrangères entraînèrent la méfiance du Comité directeur, d’autant que Bartini venait de critiquer ouvertement le collectivisme, provoquant sa mise à l’écart. Il reçut pourtant le soutien de l’Armée rouge, pour laquelle il travaillait depuis quelques années. Nommé ingénieur en chef adjoint de Jacob Yanovich, le directeur du NII GVF, il disposa donc à la GAZ 240 d’un bureau d’études qui lui permit d’effectuer les études nécessaires à la préparation du projet et en 1932 débuta la construction du prototype.   

## Description
Monoplan à aile basse, le Stal-6 était dessiné autour d’un moteur Curtiss V-1570 Conqueror, un groupe 12 cylindres en V. Ce moteur était équipé d’un système de refroidissement par évaporation d’eau, le revêtement de l’aile étant constitué d’une double peau en acier inoxydable enerzh-6 en avant du longeron principal et fonctionnant comme un radiateur de surface afin de supprimer les radiateurs traditionnels, générateurs de trainée. Le fuselage, de structure métallique en tubes d’acier au chrome-molybdène soudés, avec revêtement métallique ondulé à l’avant, en contreplaqué à l’arrière, avait pour maître-couple la section du moteur, soigneusement caréné, et ne présentait aucun décrochement. Un système à crémaillère permettait de relever le siège du pilote afin que sa tête dépasse au-dessus du capot-moteur pour pouvoir se diriger au sol et dans les phases de décollage et d’atterrissage, effectués à une vitesse comprise entre 100 et 120 km/h. L’avion reposait sur une unique roue escamotable manuellement dans le fuselage, l’équilibre étant assuré au sol par des balancines en bout d’aile. 

## Établir un nouveau standard pour les avions de chasse
Les essais débutèrent avec prudence à l’automne 1933 aux mains du pilote d’essais Andrei Borisovich Yumashev. Le 7 octobre, alors qu’il effectuait un essai de roulage à grande vitesse, le pilote sentit sa monture prête à décoller et tira franchement sur le manche. Ce premier vol, non programmé, valut au pilote une réprimande, mais les essais d’usine se poursuivent alors à un rythme accéléré. Quelques jours plus tard Yumashev dépassait pour la première fois les 400 km/h en URSS. Il atteignait 420 km/h le lendemain. Deux mois plus tard décollait le chasseur I-16 qui ne dépassait pas les 360 km/h.    
Sur la base de ces résultats Mikhaïl Nikolaïevich Toukhatchevski, directeur du RKKA, organisa au TsAGI une réunion rassemblant les autorités militaires soviétiques et les responsables de l’industrie aéronautique en présence du Commissaire du Peuple Vorochilov pour annoncer que les forces aériennes attendaient dans un proche avenir des avions de chasse atteignant des vitesses de pointe de l’ordre de 400 à 450 km/h et des altitudes de 8 à 10 000 mètres. Alors que le motoriste Alexandre Mikouline tentait de démontrer, chiffres à l’appui, qu’il était impossible de dépasser les 400 km/h, Toukhatchevski présenta le rapport d’essais préliminaires du Stal-6, suscitant incrédulité et parfois hostilité. Il fut donc décidé de vérifier les chiffres relevés durant les essais en usine, le prototype étant confié au pilote d’essais P.M. Stefanovskii. Ces essais officiels eurent lieu entre le 8 juin et le 4 septembre 1934. 
À l’issue d’une première série de 6 vols, un rapport préliminaire indiquait que des déformations de voilure avaient été enregistrées au-delà de 300 km/h et que la vitesse maximale de 365 km/h n’avait pu être dépassée, l’appareil devenant incontrôlable au-delà. L’avion se comportait par contre fort bien au décollage comme à l’atterrissage. Le 13 juillet, Stefanovskii effectua un atterrissage d’urgence train rentré, un voyant d’alarme s’étant allumé sur le tableau de bord. Le prototype put être rapidement remis en état de vol, mais les essais furent à nouveau suspendus pour des problèmes techniques divers. L’appareil subit alors quelques modifications, le pontage supérieur du fuselage arrière fut relevé et une verrière comportant un pare-brise classique fut introduit. Le système de relevage du siège du pilote fut donc supprimé. Soumis à une nouvelle série d’essais le prototype, toujours piloté par Stefanovskii, atteignit alors 420 km/h. Dans son rapport le pilote indiqua même que si le moteur était bien réglé pour atteindre sa puissance maximale il serait possible de gagner 25 à 30 km/h supplémentaires. 
Le système de refroidissement posait en réalité de nombreux problèmes. Ceux-ci auraient pu être résolus en adoptant comme liquide de refroidissement un mélange éthylène glycol, dont le point de vapeur est sensiblement plus élevé que l’eau, mais le Stal-6 souffrait d’un autre problème : le manque de visibilité du pilote, dû à l’absence de décrochement pour le pare-brise, rendait le pilotage très difficile. Ce monoplan fut donc assez rapidement abandonné, les bureaux d’études Polikarpov, Grigorovich (en) et Sukhoi annonçant à la même époque la sortie de chasseurs répondant aux nouvelles exigences de l’Armée rouge.  

## Bartini Stal-8
Tandis que débutaient les essais du Stal-6 Robert Bartini travaillait déjà dans un coin reculé de la GAZ-240 à la construction d’un véritable chasseur dérivé du précédent. Plus grand, ce nouveau monoplace était construit entièrement en métal et le moteur Curtiss Conqueror étant remplacé par un Hispano-Suiza 12Ybr construit sous licence en URSS avec l’appellation M-100A. Le cockpit était élargi pour assurer une meilleure visibilité au pilote et deux mitrailleuses synchronisées ShKAS de 7,62 mm devaient être montées au sommet du capot-moteur. Cet appareil fit l’objet de nombreux essais de soufflerie à l’Académie Joukovski, Le calcul donnant pour cet avion une vitesse de 630 km/h à 3 000 m et un plafond de 9 000 m pour une masse au décollage inférieure à 15 tonnes. Premier avion construit en URSS à utiliser la technique de la soudure par points. il se caractérisait par un fuselage de construction monocoque et une aile bilongeron. Les gouvernes de vol étaient à axes déportés et deux réservoirs de 175 litres montés dans la partie centrale de l’aile.  
La construction de ce prototype fut interrompue fin 1934, à environ 60 % d’achèvement. Outre la concurrence des I-16, I-14 et PI-1 (en), les VVS ne voulaient pas d’un avion jugé vulnérable en combat aérien ou au tir du sol en raison de son système de refroidissement.

## Sources
1. 1 2 3 4 5 6 7 8 9 10  Shavrov
2. 1 2  Gunston